# Михайлівська волость (Слов'яносербський повіт)
Михайлівська волость — колишня адміністративно-територіальна одиниця Слов'яносербського повіту Катеринославської губернії.
Станом на 1886 рік складалася з 10 поселень, 11 сільських громад. Населення — 2356 осіб (1228 чоловічої статі та 1128 — жіночої), 403 дворових господарства.
|                     | Площа, десятин | У тому числі орної, дес. |
| ------------------- | -------------- | ------------------------ |
| Сільських громад    | 2856           | 973                      |
| Приватної власності | 10563          | 3392                     |
| Іншої власності     | 171            | 60                       |
| Загалом             | 13590          | 4425                     |

Найбільше поселення волості:
- Михайлівка (Абрамова) — колишнє власницьке село при річці Біла за 24 версти від повітового міста, 485 осіб, 91 двір, православна церква, лавка. За 5 верст — залізнична станція Біла.

За даними на 1908 рік населення зросло до 4365 осіб (2251 чоловічої статі та 2114 — жіночої), 722 дворових господарства.
Станом на 1916 року: волосний старшина — Панченко Семен Юхимович, волосний писар — Дяченко Іван Петрович, голова волосного суду — Запорожченко Калина Іванович, секретар волосного суду — Федченко Кирило Семенович. 